# Heelsum
Heelsum est un village situé dans la commune néerlandaise de Renkum, dans la province de Gueldre. En 2009, le village comptait environ 3 800 habitants.

## Personnalités liées à la ville
- Ellen Parren (1987-), actrice.